# Giętkoząb perlistoplamy
Giętkoząb perlistoplamy (Synodontis angelicus) – gatunek ryby promieniopłetwej, suma z rodziny pierzastowąsowatych (Mochokidae). Zamieszkuje tropikalne tereny Afryki. Nie jest zagrożony wyginięciem. Bywa hodowany w akwariach.

## Etymologia i systematyka

### Etymologia
- synodontis – starogr. symphysis – wyrosły, duży, odontos – kieł, ząb[4][5] /lub synodontis – nawiązanie do rodzaju Synodus i jego zębów[5]
- angelicus (ang. i łac. angel – anioł) – anielski (epitet gatunkowy nawiązuje do groszkowatych plamek, sprawiając elegancki, „anielski” wzór na ciele)[5]

### Taksonomia
Gatunek naukowo opisał Louise Schilthuis w 1891 roku, nadając mu nazwę Synodontis angelica. Przed laty był opisywany pod synonimami np. Synodontis angelicus zonatus, Synodontis robbianus, Synodontis tholloni i Synodontis werneri. Obecnie gatunkowi przyznaje się nazwę Synodontis angelicus, giętkoząb perlistoplamy. Co ciekawe w rzece Lukula znaleziono podgatunek w 1933 roku, który został nazwany S. a. zonatus, cechował się występowaniem na swym ciele wielu pasków zamiast plamek, lecz został on sklasyfikowany później do podgatunku nominatywnego.

## Występowanie
Gatunek ten występuje na terenach Kongo (jego dorzecze oraz tereny dawnego Zairu).

## Morfologia
Długość ciała waha się między 20 a 25 cm w warunkach akwariowych. FishBase natomiast szacuje maksymalną długość na 55 cm.
Ta czarna ryba z białymi lub pomarańczowymi plamkami uchodzi za najpiękniejszą rybę akwariową. Mają bardzo mocno zbudowany łeb. Pierwsze promienie płetw są bardzo ostre i twarde. Płetwy są długie wachlarzowate. Młode ryby mają czasem małe paski oraz plamy na płetwie tłuszczowej. Na pyszczku znajdują się 3 pary wąsików czuciowych. Dymorfizm płciowy jest słabo widoczny: samiczka jest większa i ma bardziej zaokrąglone partie brzuszne, samiec natomiast mniejszy i intensywniej ubarwiony.

## Ekologia i zachowanie
Gatunek ten zamieszkuje leniwe rzeczki, zalane pola uprawne. Cechą typową dla rodzaju Synodontis jest pływanie „brzuchem do góry”. W przypadku większości sumików z tego rodzaju (np. opaczka), stało się to regułą. W przeciwieństwie do innych ryb, u tych sumików brzuch jest ciemniejszy, wierzch ciała natomiast jaśniejszy. Gatunek ten jest wszystkożerny, odżywia się bezkręgowcami oraz detrytusem. Tarło nie zostało udokumentowane.

## Warunki w akwarium
| Zalecane warunki w akwarium | Zalecane warunki w akwarium                        |
| --------------------------- | -------------------------------------------------- |
| Zbiornik                    | średni                                             |
| Temperatura wody            | 24–28°C                                            |
| Twardość wody               | miękka do średniej (3–12°n)                        |
| Skala pH                    | 6,6 – 7,0                                          |
| Pokarm                      | wszelki żywy (mrożony) i suchy (tabletki i płatki) |

Gatunek ten jest spokojny, łagodny wobec innych ryb. Ryba wymaga akwarium o gęstej roślinności, podłoża żwirkowatego, z dużą ilością pieczar, korzeni potorfowiskowych i zacienionych miejsc. Może on przebywać z różnymi gatunkami ryb, pielęgnicami, kąsaczami i labiryntowcami, jednak zdarza się, że giętkoząb perlistoplamy bywa natrętnie przez inne ryby prześladowany. W akwarium nie doszło nigdy do rozrodu tej ryby. W warunkach akwariowych można również dobrze sprawdzić płeć: wystarczy odwrócić rybę „na plecy” (należy uważać na ostre promienie płetw – powodują głębokie, trudno gojące się rany) i sprawdzić narządy rozrodcze (brodawki moczowo-płciowe).

## Status
Międzynarodowa Unia Ochrony Przyrody (IUCN) uznaje giętkozęba perlistoplamego za gatunek najmniejszej troski (LC – Least Concern). Liczebność populacji nie jest znana, podobnie jak jej trend. Obecnie władze Zairu, w związku z nadmiernym połowem ryb z rodzaju Synodontis, zakazują ich wyłapywania w celach akwarystycznych.